# Zizaniopsis microstachya
Zizaniopsis microstachya là một loài thực vật có hoa trong họ Hòa thảo. Loài này được (Nees) Döll & Asch. miêu tả khoa học đầu tiên năm 1871.